# 雜色無足狼鳚
雜色無足狼鳚，為輻鰭魚綱鱸形目绵鳚亞目绵鳚科的其中一種，分布於北太平洋區，包括鄂霍次克海及白令海等海域，屬深海底棲性魚類，棲息深度在水深497至539公尺，體長可達9.4公分。

## 扩展阅读
維基物種上的相關：雜色無足狼鳚